# 製造原価
製造原価（せいぞうげんか、manufacturing cost）とは、工場で製品の製造に要した費用である。

## 概要
製造原価は、当期に完成した製品に対する原価なので、次式のように算出される。
当期の製造原価 ＝ 期首仕掛品棚卸高 ＋ 当期製造費用 － 期末仕掛品棚卸高
製造費用の内訳は「原価の三大要素」と呼ばれる、以下の3つに区分される。（「形態別分類」）
| 分類   | 説明                               | 内訳                                                                 |
| ------ | ---------------------------------- | -------------------------------------------------------------------- |
| 材料費 | 物品の消費によって生じる原価要素   | 原料費、買入部品費、燃料費、食品添加物費、消耗工具・器具・備品費など |
| 労務費 | 労働力の消費によって生じる原価要素 | 従業員に対する賃金、給料、雑給、賞与、手当、退職給付引当金繰入額など |
| 経費   | 材料費と労務費以外の原価要素       | 減価償却費、水道光熱費、賃貸料、外注加工費、ロイヤルティーなど       |

さらに、各要素は製品との関連により、直接費と間接費に区分される。直接費は製品に賦課（直課）されるのに対し、間接費は一定の配賦基準に従って、各製品に配賦する必要がある。（原価計算を参考）製造原価が大きくなると、製品を販売するときの利益が少なくなってしまうため、製造原価は製造業にとってはポイントとなる部分である。
| 総原価 | 製造原価 | 製造直接費 | 直接材料費 |
| 総原価 | 製造原価 | 製造直接費 | 直接労務費 |
| 総原価 | 製造原価 | 製造直接費 | 直接経費   |
| 総原価 | 製造原価 | 製造間接費 | 間接材料費 |
| 総原価 | 製造原価 | 製造間接費 | 間接労務費 |
| 総原価 | 製造原価 | 製造間接費 | 間接経費   |
| 総原価 | 営業費   | 販売費     | 販売費     |
| 総原価 | 営業費   | 一般管理費 |            |

## 参考
- 企業会計原則 第二 損益計算書原則 三 営業損益計算の内容 Ｃ 売上原価の表示方法
- 同注解8　製品等の製造原価
- 同注解9　原価差額の処理
- 同注解10　たな卸資産の評価損